# You Are Not Alone (singel Modern Talking)
You Are Not Alone – singel zapowiadający ósmy album niemieckiego zespołu Modern Talking, Alone. Singel został wydany 1 lutego 1999 roku przez firmę BMG.

## Wyróżnienia
- Złota płyta:
  - Niemcy[1]

## Lista utworów
CD-Maxi Hansa 74321 63800 2 (BMG) / EAN 0743216380022	01.02.1999
| Nr | Tytuł                                                      | Długość |
| -- | ---------------------------------------------------------- | ------- |
| 1. | You Are Not Alone (feat. Eric Singleton) Video Version     | 3:23    |
| 2. | You Are Not Alone – Vocal Version – Radio Edit             | 3:41    |
| 3. | You Are Not Alone (feat.Eric Singleton) – Extended Version | 4:55    |
| 4. | You Are Not Alone – Remix                                  | 4:32    |
| 5. | Space Mix (feat. Eric Singleton)                           | 4:31    |

## Listy przebojów (1999)
| Państwo    | Najwyższe miejsce |
| ---------- | ----------------- |
| Niemcy     | 7                 |
| Argentyna  | 5                 |
| Peru       | 1                 |
| Austria    | 5                 |
| Brazylia   | 36                |
| Słowacja   | 4                 |
| Hiszpania  | 5                 |
| Finlandia  | 8                 |
| Francja    | 13                |
| Grecja     | 11                |
| Węgry      | 4                 |
| Łotwa      | 6                 |
| Liban      | 4                 |
| Mołdawia   | 1                 |
| Norwegia   | 4                 |
| Czechy     | 24                |
| Szwecja    | 5                 |
| Szwajcaria | 12                |

## Autorzy
- Muzyka: Dieter Bohlen
- Autor tekstów: Dieter Bohlen
- Wokalista: Thomas Anders
- Raper: Eric Singleton
- Producent: Dieter Bohlen
- Współproducent: Luis Rodriguez
- Aranżacja Space Mix: Dieter Bohlen